# La Trinité-Porhoët
La Trinité-Porhoët es una localidad y comuna francesa en la región administrativa de Bretaña , en el departamento de Morbihan. Se extiende por una área de 12,69 km², con 816 habitantes, según los censos de 1999, y con una densidad de 71 hab/km².

## Demografía
| 1059 | 1070 | 1021 | 1088 | 901 | 816 |
| Para los censos de 1962 a 1999 la población legal corresponde a la población sin duplicidades (Fuente: INSEE [Consultar]) |      |      |      |     |     |